# 도이체 텔레콤
도이체 텔레콤 AG(독일어: Deutsche Telekom AG)은 독일에 본사를 두고 있는 부분적으로 국유 기업인 통신 회사이다. 자회사는 이동통신 사업자 T-모바일이다.

## 개요
도이치 텔레콤의 전신은 독일연방우정이었다. 독일 정부는 1990년부터 국유 산업의 재검토를 추진하여, 1995년에는 국유였던 독일 연방우정을 도이체 포스트, 도이체 포스트 뱅크 주식회사, 도이치 텔레콤으로 각각 분할해 민영화하여 오늘날에 이른다.

## 로고

1989-1991
1991-1995
2007-2013
2013-2022
2022–

## 같이 보기
- T-모바일 - 도이치 텔레콤의 이동 통신 서비스